# Cândva, într-un tren
Cândva, într-un tren este un film românesc din 2008 regizat de Mădălina Roșca, Vald Petri.